# Allef
Allef Bessa Nunes, hay Allef (sinh ngày 9 tháng 12 năm 1993) là một cầu thủ bóng đá người Brasil thi đấu cho União da Madeira.

## Sự nghiệp câu lạc bộ
Anh ra mắt chuyên nghiệp tại Giải bóng đá hạng nhất quốc gia Bồ Đào Nha cho União da Madeira vào ngày 9 tháng 10 năm 2016 trong trận đấu trước Cova da Piedade.